# Schnauzer uriaș

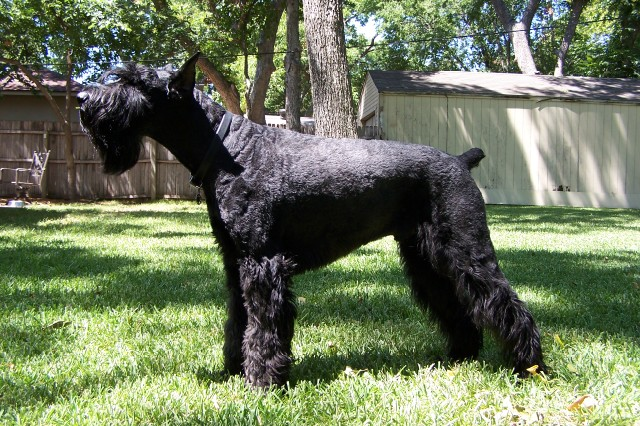
Schnauzer uriaș

Acestă rasă de câini are la origine Schnauzer-ul standard. Sunt câini mari, atletici, foarte buni în rol de paznici ai proprietății. Au nevoie de un program de exerciții susținut și variat, pentru a se menține în formă și a-și consuma energia. Se pretează foarte bine la dresajul de performanță atâta vreme cât beneficiază de prestația unui instructor cu experiență.

### Origine
Germania

### Înălțime
60–70 cm

### Greutate
45-50 kilograme

### Speranța de viață
12-15 ani

### Grupa
Grupa a II-a (Câini de tip Pinscher și Schnauzer - Molossoizi și câini de cireadă elvețieni)

### Istoric rasă
Arealul de origine al rasei cuprinde sudul Germaniei de astăzi, nord-estul Franței și vestul Elveției. Primii crescători au fost interesați de obținerea unui câine robust, muncitor și pozitiv în dresaj așa cum se dovedea Schnauzer-ul standard, dar mai puternic și cu o talie sensibil mai mare, pentru a fi folosit la controlul și mânarea vitelor. Astfel, exemplare valoroase de Schnauzer standard au fost încrucișate cu exemplare pur-sânge din rasele Dog German (Marele Danez) și Bouvier de Flandra. Și-au depășit relativ repede rolul de câini pastorali, fiind remarcați pentru atributele fizice, calitățile de muncă și disciplina pe care o pot deprinde. În prezent sunt folosiți în unitățile de poliție (în țările europene, cu predilicție în Germania și Elveția), sau în echipele de căutare-salvare (SUA și Canada). Pot fi observați și pe aeroporturi, unde sunt utilizați de vameși pentru depistarea substanțelor periculoase, a drogurilor și muniției. Armata germană a folosit câini din această rasă în acțiuni militare pe timpul celor două conflagrații mondiale. Numele rasei provine de la cuvântul german "Schnauze" care înseamnă "bot", cu trimitere la tunsoarea standard a zonei capului în care părul bogat și lung ce crește în jurul botului este ajustat minimal, contribuind la o accentuare semnificativă a dimensiunilor aparente ale acestuia.

### Descriere fizică
Forma generală a corpului este aproximativ pătrată. Seamănă foarte bine cu Schnauzer-ul standard, doar că este mai înalt. Capul este de formă dreptunghiulară, lungimea botului fiind egală cu cea a craniului. Ochii închiși la culoare sunt de formă ovală, de dimensiuni medii și umbriți de sprâncene abundente. Urechile, in forma literei "V" sunt potrivite ca mărime și atârnă pe lângă craniu în mod natural. Mulți proprietari preferă să le cupeze urechile acestor câini, pentru a obține o înfățișare mai impresionantă (până în 2002 această operație de cupare a urechilor a făcut parte din standardul rasei pentru competiții). Ca o trăsătura caracteristică rasei, pentru toate varietățile existente - standard, uriaș și pitic - părul de pe față este foarte bogat; acești câini au barbă, mustăți și sprâncene foarte stufoase. Gâtul este lung, musculos și suplu, fără riduri, iar pieptul este puternic pronunțat, bine învelit în musculatură. Spatele este drept, scurt și ușor înclinat posterior. Lungimea corpului este egală cu înălțimea la greabăn. Părul dublu stratificat este aspru, cu o textură sârmoasă și destul de scurt aderent la corp. Culori: negru sau cenușiu/pestriț (sare și piper).

### Personalitate
Acești câini etalează o personalitate puternică, sunt voluntari și îndrăzneți. Pot da semne de încăpățânare dacă dresajul nu este sufiecient de ferm. Se atașează mai tare de cel mai influent și autoritar membru din familie. Se simt foarte bine în compania oamenilor, tânjesc după afecțiunea și atenția acestora, dar nu sunt recomandați familiilor cu copii foarte mici, pentru că se pot dovedi prea energici și entuziaști în joaca lor cu aceștia, putând să-i rănească. Sunt foarte dedicați și muncitori când li se încredințează o sarcină de lucru, sunt autoritari și dominanți în relația cu alte animale, în special masculii. Este foarte vigilent în relația cu persoanele străine, rămânând mereu reticent față de străini. Are un puternic simț al teritorialității. Uneori poate da dovadă de agresivitate, de aceea trebuie educat și socializat de timpuriu, pentru ca aceste tendințe să fie reprimate și strict ținute sub control.

### Îngrijire și sensibilitate boli
Năpârlirea este foarte redusă la câinii din această rasă, iar nevoile de îngrijire sunt minimale. Fiind câini de muncă sunt rezistenți, robuști și puțin pretențioși. Au nevoie de mișcare și exerciții, se integrează bine în jocuri de abilitate, le place foarte mult să înoate și să facă aport. În privința sănătății este cunoscut faptul că Schnauzer-ii uriași sunt predispuși la infecții ale vezicii urinare și dermatite alergice. Masculii necastrați pot dezvolta tumori ale celulelor Sertori. Alte afecțiuni înregistrate în contul acestei rase: torsiunea gastrică, displazia de șold, hipotiroidismul, criptorhidismul, urolitiaza, pancreatita.

### Condiții de viață
Se pretează traiului în curtea exterioară, au nevoie de spațiu și de mișcare, deci nu sunt recomandați ca și câini de apartament. Preferă un stăpân energic, sportiv și ferm. sunt foarte buni în rol de paznic, protejează foarte bine un teritoriu delimitat încredințat pentru supraveghere.

### Dresaj
Sunt câini cu atitudine dominantă și se pot manifesta agresiv în situații tensionate, atunci când nu este ținut eficient sub control. Fiind puternic și dominant, se impune un dresaj de mână fermă, dar sunt excluse duritățile sau pedepsele prea aspre. Au nevoie se socializare precoce și acest proces poate să fie derulat în condiții foarte bune la vârsta junioratului, când Schnauzer-ii uriași sunt foarte jucăuși, curioși, permisivi și cooperanți. Socializarea, educația de bază și dresajul pe obiective trebuie să reprezinte o preocupare pentru toți membrii familiei de adopție, pentru că altfel câinele se va supune doar membrului dominant. Va încercca deseori să preia supremația "haitei", așa cum percepe el familia, pentru că este dominant și autoritar. Nu are nevoie de dresaj pentru pază elaborat, întrucât deține în mod nativ aceste instincte.

### Utilitate
Este un bun companion, partener de exerciții fizice, jocuri și activități în aer liber. Rolul principal în care excelează este acela de câine de pază al proprietății. Se dovedește eficient în munca de poliție și are calități pentru activități de intervenție la dezastre, misiuni de căutare-salvare, munca specifică în punctele vamale.